# Orquestra Sinfónica da Póvoa de Varzim
A Orquestra Sinfónica da Póvoa de Varzim é a orquestra residente no Auditório Municipal da Póvoa de Varzim em Portugal.
A orquestra foi criada em 19 de Outubro de 2002, como consequência da acção regular, desde 1989, das Orquestras de Cordas e Sopros da Escola de Música da Póvoa de Varzim e da centenária Banda Musical da Póvoa de Varzim. A orquestra é formada por finalistas e recém-formados de escolas superiores de música e universidades portuguesas.